# Ghiacciaio Kladorub
Il ghiacciaio Kladorub (in inglese Kladorub Glacier) è un ghiacciaio lungo 14 km e largo 3,5, situato sulla costa di Nordenskjöld, nella parte orientale della Terra di Graham, in Antartide. In particolare, il ghiacciaio si trova a sud-ovest del ghiacciaio Aleksiev e a nord-est del ghiacciaio Vrachesh e da qui fluisce verso sud-est, scorrendo lungo il versante sud-orientale dell'altopiano Detroit e passando tra lo sperone Cruyt e il nunatak Papiya, per poi voltare a est ed entrare nella cala Desislava.

## Storia
Il ghiacciaio Kladorub è stato così battezzato dalla Commissione bulgara per i toponimi antartici in onore di Kladorub, un villaggio nella Bulgaria nord-occidentale. 